# Usue Maitane Arconada
Usue Maitane Arconada (Buenos Aires, 28 ottobre 1998) è una tennista statunitense, originaria dell'Argentina.
Vive a Portorico.

## Carriera
Ha vinto 5 titoli in singolare e 8 titoli nel doppio nel circuito ITF in carriera. Il 3 febbraio 2020 ha raggiunto il best ranking mondiale nel singolare, nr 130; il 16 dicembre 2019 ha ottenuto il miglior piazzamento mondiale nel doppio, nr 116.

## Circuito WTA 125

### Singolare

#### Sconfitte (1)
| N. | Data             | Torneo                          | Superficie | Avversaria in finale | Punteggio |
| 1. | 8 settembre 2019 | New Haven Challenger, New Haven | Cemento    | Anna Blinkova        | 4-6, 2-6  |

### Doppio

#### Sconfitte (2)
| N. | Data             | Torneo                          | Superficie | Compagna       | Avversarie in finale             | Punteggio           |
| 1. | 7 settembre 2019 | New Haven Challenger, New Haven | Cemento    | Jamie Loeb     | Anna Blinkova Oksana Kalašnikova | 2-6, 6-4, [4-10]    |
| 2. | 8 agosto 2021    | Thoreau Tennis Open, Concord    | Cemento    | Cristina Bucșa | Peangtarn Plipuech Jessy Rompies | 6-3, 6(5)-7, [8-10] |

## Statistiche ITF

### Singolare

#### Vittorie (5)
| Torneo $100.000 (0) |
| Torneo $80.000 (0)  |
| Torneo $75.000 (0)  |
| Torneo $60.000 (2)  |
| Torneo $50.000 (0)  |
| Torneo $40.000 (0)  |
| Torneo $25.000 (2)  |
| Torneo $15.000 (0)  |
| Torneo $10.000 (1)  |

| N. | Data            | Torneo                                                        | Superficie  | Avversaria       | Punteggio     |
| 1. | 25 gennaio 2015 | Open Féminin de tennis de l'Ile de Saint-Martin, Saint Martin | Cemento     | Victoria Bosio   | 7-5, 3-6, 6-1 |
| 2. | 9 giugno 2019   | Resortquest Pro Women's Open at Sea Colony, Bethany Beach     | Terra verde | Natasha Subhash  | 6-1, 6-1      |
| 3. | 23 giugno 2019  | Denver Women's Challenger, Denver                             | Terra verde | Alexa Glatch     | 6-4, 2-6, 6-3 |
| 4. | 14 luglio 2019  | Tennis Championships of Honolulu, Honolulu                    | Cemento     | Nicole Gibbs     | 6-0, 6-2      |
| 5. | 3 ottobre 2021  | Berkeley Tennis Club Challenge, Berkeley                      | Cemento     | Marcela Zacarías | 6-1, 6-3      |

#### Sconfitte (3)
| Torneo $100.000 (0) |
| Torneo $80.000 (0)  |
| Torneo $75.000 (0)  |
| Torneo $60.000 (1)  |
| Torneo $50.000 (0)  |
| Torneo $40.000 (0)  |
| Torneo $25.000 (2)  |
| Torneo $15.000 (0)  |
| Torneo $10.000 (0)  |

| N. | Data              | Torneo                                                          | Superficie  | Avversaria     | Punteggio |
| 1. | 16 aprile 2017    | Pelham Racquet Club Women's $25K Pro Circuit Challenger, Pelham | Terra verde | Ulrikke Eikeri | 5-7, 2-6  |
| 2. | 28 aprile 2019    | Oaks Club Challenger, Osprey                                    | Terra verde | Ann Li         | 3-6, 5-7  |
| 3. | 29 settembre 2024 | Central Coast Tennis Classic, Templeton                         | Cemento     | Renata Zarazúa | 4-6, 3-6  |

### Doppio

#### Vittorie (8)
| Torneo $100.000 (0) |
| Torneo $80.000 (2)  |
| Torneo $75.000 (0)  |
| Torneo $60.000 (1)  |
| Torneo $50.000 (0)  |
| Torneo $40.000 (1)  |
| Torneo $25.000 (4)  |
| Torneo $15.000 (0)  |
| Torneo $10.000 (0)  |

| N. | Data             | Torneo                                                          | Superficie  | Partner           | Avversarie                                | Punteggio           |
| 1. | 23 luglio 2017   | Stockton Challenger, Stockton                                   | Cemento     | Sofia Kenin       | Tammi Patterson Chanel Simmonds           | 4–6, 6–1, [10–5]    |
| 2. | 14 gennaio 2018  | Daytona Beach Open, Daytona Beach                               | Terra verde | Alexa Guarachi    | Ulrikke Eikeri Ilona Kramen'              | 6-3, 6-4            |
| 3. | 13 aprile 2019   | Pelham Racquet Club Women's $25K Pro Circuit Challenger, Pelham | Terra verde | Caroline Dolehide | Oana Georgeta Simion Gabriela Talaba      | 6-3, 6-0            |
| 4. | 20 aprile 2019   | Dothan Pro Tennis Classic, Dothan                               | Terra verde | Caroline Dolehide | Destanee Aiava Astra Sharma               | 7-6(5), 6-4         |
| 5. | 9 giugno 2019    | Resortquest Pro Women's Open at Sea Colony, Bethany Beach       | Terra verde | Hayley Carter     | Dea Herdželaš Tereza Mihalíková           | 6-4, 6-4            |
| 6. | 26 ottobre 2019  | Tennis Classic of Macon, Macon                                  | Cemento     | Caroline Dolehide | Jaimee Fourlis Valentini Grammatikopoulou | 6(2)-7, 6-2, [10-8] |
| 7. | 27 febbraio 2021 | Edge International & KMMS Event, Boca Raton                     | Cemento     | Caroline Dolehide | María Camila Osorio Serrano Conny Perrin  | 6-3, 6-4            |
| 8. | 27 luglio 2024   | Dallas Summer Series, Dallas                                    | Cemento (i) | Katrina Scott     | Jéssica Hinojosa Gómez Hiroko Kuwata      | 6-3, 6-3            |

#### Sconfitte (6)
| Torneo $100.000 (1) |
| Torneo $80.000 (0)  |
| Torneo $75.000 (0)  |
| Torneo $60.000 (1)  |
| Torneo $50.000 (1)  |
| Torneo $40.000 (0)  |
| Torneo $25.000 (3)  |
| Torneo $15.000 (0)  |
| Torneo $10.000 (0)  |

| N. | Data             | Torneo                                                   | Superficie  | Partner           | Avversarie                            | Punteggio         |
| 1. | 29 ottobre 2016  | Abierto Tampico, Tampico                                 | Cemento     | Katie Swan        | Mihaela Buzărnescu Elise Mertens      | 0-6, 2-6          |
| 2. | 28 novembre 2016 | Copa Providencia BCI, Santiago                           | Terra rossa | Georgia Brescia   | Guadalupe Pérez Rojas Tamara Zidanšek | 3-6, 6(5)-7       |
| 3. | 19 febbraio 2017 | City Of Surprise Women's Open, Surprise                  | Cemento     | Sofia Kenin       | Mariana Duque Mariño Nadia Podoroska  | 6–4, 0–6, [5–10]  |
| 4. | 16 febbraio 2019 | City Of Surprise Women's Open, Surprise                  | Cemento     | Emina Bektas      | Cori Gauff Paige Hourigan             | 3-6, 6-4, [12-14] |
| 5. | 11 maggio 2019   | FineMark Women's Pro Tennis Championship, Bonita Springs | Terra verde | Caroline Dolehide | Alexa Guarachi Erin Routliffe         | 3–6, 6(5)–7       |
| 6. | 14 luglio 2019   | Tennis Championships of Honolulu, Honolulu               | Cemento     | Caroline Dolehide | Hayley Carter Jamie Loeb              | 4-6, 4-6          |

## Grand Slam Junior

### Doppio

#### Vittorie (1)
| Tornei del Grande Slam  |
| ----------------------- |
| Australian Open (0)     |
| Open di Francia (0)     |
| Torneo di Wimbledon (1) |
| US Open (0)             |

| N. | Data          | Torneo                      | Superficie | Compagna   | Avversario in finale          | Punteggio |
| 1. | 9 luglio 2016 | Torneo di Wimbledon, Londra | Cemento    | Claire Liu | Mariam Bolkvadze Caty McNally | 6-2, 6-3  |